# Alexandru Madgearu
Alexandru Madgearu (Rumania, 1964) es un historiador rumano especializado en la historia medieval de los Balcanes. Desde 1997, Alexandru Madgearu trabaja en el Instituto de Estudios Políticos de Defensa e Historia Militar en Bucarest.

### Libros publicados

#### En rumano
1. 2007– Madgearu, Alexandru - Organizarea militară bizantină la Dunăre în secolele X-XII, editura Cetatea de Scaun
2. 2001– Madgearu, Alexandru - Rolul creștinismului în formarea poporului român, editura ALL
3. Madgearu, Alexandru - Originea medievală a focarelor de conflict din Peninsula Balcanică, Editura Corint, ISBN 9736531910 (973-653-191-0)
4. Madgearu, Alexandru - Românii în opera Notarului Anonim, Centrul de Studii Transilvane, Fundația Culturală Română, ISBN 9735772493 (973-577-249-3)

#### En inglés
1. 2006 – Alexandru Madgearu - The Romanians in the Anonymous Gesta Hungarorum: Truth and Fiction – Center for Transylvanian Studies, Romanian Cultural Institute, ISBN 9737784014 (973-7784-01-4)
2. 2008 – Alexandru Madgearu, Martin Gordon - The Wars of the Balkan Peninsula: Their Medieval Origins, ISBN	0810858460 / 9780810858466 / 0-8108-5846-0
3. 2016 – Alexandru Madgearu - The Asanids: The Political and Military History of the Second Bulgarian Empire, 1185–1280, ISBN 978-9-004-32501-2.

### Estudios y obras breves

#### En rumano
1. 1998 – Madgearu, Alexandru - Geneza și evoluția voievodatului bănățean din secolul al X-lea, Studii și Materiale de Istorie Medie, 16, 1998
2. 1993 – Madgearu, Alexandru - Contribuții privind datarea conflictului dintre ducele bănățean Ahtum și regele Ștefan I al Ungariei, Banatica, Reșița, decembrie 1993

#### En inglés
1. 2003 – Madgearu, Alexandru - The Periphery Agaist the Centre:The Case of Paradunavon

- Datos: Q18541622